# Меджурача
45°47′ пн. ш. 16°53′ сх. д. / 45.79° пн. ш. 16.89° сх. д.
Меджурача (хорв. Međurača) — населений пункт у Хорватії, у Б'єловарсько-Білогорській жупанії у складі громади Нова Рача.

## Населення
Населення за даними перепису 2021 року становило 275 осіб.
Динаміка чисельності населення поселення: